# ئی‌پرینت
در چاپ و نشر دانشگاهی ئی‌پرینت (E-print یا e-print) یک نسخه دیجیتال از یک سند پژوهشی (معمولاً یک مقاله مجله، اما می‌تواند یک پایان‌نامه دکترا، مقاله کنفرانس، فصل کتاب، یا یک کتاب باشد) که آنلاین در دسترس است، چه از یک نهادی محلی یا یک مخزن دیجیتال مرکزی (مبتنی بر نظم و انضباط).
وقتی که به مقالات مجلات اعمال می‌شود. اصطلاح eprints هر دو کلمه preprints (پیش از چاپ) و postprints (بعد از چاپ) را پوشش می‌دهد. نسخه‌های دیجیتالی از مواد دیگر از اسناد پژوهشی معمولاً چاپ الکترونیکی نامیده نمی‌شود اما تعدادی از نام‌های دیگر مانند کتاب‌های الکترونیکی است.